# Пал Реті
Пал Реті (угор. Réthy Pál; 28 січня 1905, Дева — 27 грудня 1962, Будапешт) — угорський шахіст.

## Життєпис
Народився в Трансильванії на території нинішньої Румунії, а після Першої світової війни переїхав до Угорщини. У серпні 1925 року в Дебрецені переміг на побічному турнірі міжнародного шахового фестивалю, обійшовши Фріціса Апшенієка. У 1926 році посів сьоме місце на шаховому турнірі у Відні (на турнірі переміг Рудольф Шпільман). 1931 року був сьомим на шаховому турнірі в Брно (на турнірі переміг Сало Флор) і посів десяте місце на чемпіонаті Угорщини (переміг Лайош Штейнер). У 1932 році поділив 10-11-те місце на турнірі в Будапешті (переміг Геза Мароці). У 1933 році в Будапештському шаховому турнірі був другим позаду Естебана Каналі. 1934 року поділив 9—11-те місце на Уйпештськом шаховому турнірі (переміг Андре Лілієнталь) і поділив 2-3-тє місце в ювілейному турнірі Гези Мароці в Будапешті (переміг Еріх Элісказес). 1935 року в складі збірної Угорщини взяв участь у шаховій олімпіаді у Варшаві. У 1936 році поділив 11-14-те місце на Будапештському шаховому турнірі (перемогли Мігель Найдорф і Лайош Штейнер). У 1937 році був п'ятим на турнірі в Тепліце (переміг Карл Гільг). 1940 року посів 6-те місце на ювілейному турнірі Гези Мароці в Будапешті (переміг Макс Ейве). В 1941 році був восьмим на неофіційному чемпіонаті Європи в Мюнхені (переміг Йоста Штольц).
Після Другої світової війни взяв участь у фіналах декількох чемпіонатів Угорщини: 1950 року поділив 13-14-те місце (переміг Ласло Сабо), в 1955 році залишився на 16-му місці (переміг Гедеон Барца), а 1961 року поділив 13-14-те місце (переміг Лайош Портіш).